# Lenox (Iowa)
Pour les articles homonymes, voir Lenox.
Lenox est une ville du comté d'Adams, en Iowa, aux États-Unis. Elle est fondée en 1871, lors de la construction de la ligne de chemin de fer Chicago, Burlington and Quincy Railroad.